# Benjamín Quinteros
Pour les articles homonymes, voir Quinteros.
Quinteros  Moya est un nom espagnol. Le premier nom de famille, en général paternel, est Quinteros ; le second, en général maternel, souvent omis, est Moya.
Alexis Benjamín Quinteros Moya, né le 1er octobre 1997, est un coureur cycliste équatorien.

## Palmarès et résultats

### Palmarès par année
- 2019
  -  Champion d'Équateur sur route espoirs
  -  Médaillé d'argent du championnat panaméricain du contre-la-montre espoirs
  - 2e du championnat d'Équateur du contre-la-montre espoirs
- 2022
  - Clásico Virgen de la Purificación :
    - Classement général
    - 4e étape

  - 3e étape de la Clásica Ciudad de Ambato
  - 7e étape du Tour du Costa Rica
  - 3e du championnat d'Équateur du contre-la-montre
- 2025
  - 2e du championnat d'Équateur du contre-la-montre

### Classements mondiaux
| Année                                 | 2018  | 2019 | 2020 | 2021 | 2022  | 2023  | 2024  |
| ------------------------------------- | ----- | ---- | ---- | ---- | ----- | ----- | ----- |
| Classement mondial                    | 2439e | 537e | nc   | nc   | 1139e | 2307e | 1937e |
| UCI America Tour                      | 325e  | 56e  | nc   | nc   | 141e  | nc    | nc    |
|                                       |       |      |      |      |       |       |       |
| Légende : nc = non classéSource : UCI |       |      |      |      |       |       |       |